# Andyety

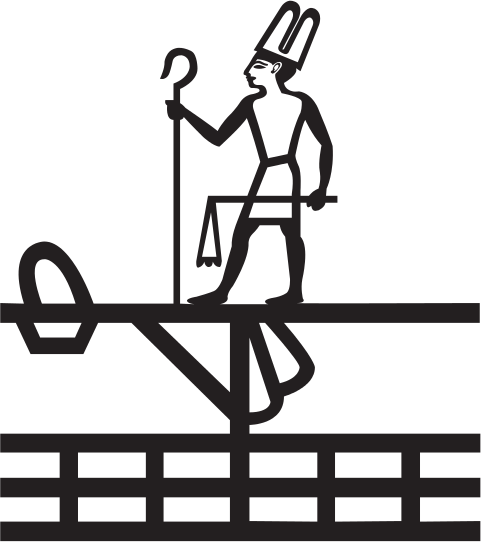
Andyety

Andyety (también escrito Anezti, Andjety o Anedjti), ("el de Andyety", posteriormente Busiris) es una divinidad tutelar del nomo IX del Bajo Egipto.
| a · n | D&t | ti | i |

| a · n | D&t | ti | i |

## Iconografía
Este dios ancestral se piensa que fue el precursor de Osiris y es representado en el estandarte de su nomo como un hombre, con los atributos de la realeza, portando los cetros heka (cayado) y nejej (flagelo) y llevando una corona Atef, que más tarde pasarían a la iconografía de Osiris.
A partir de la época libia, el tocado de doble voluta es sustituido frecuentemente por dos plumas de avestruz inclinadas o verticales en la parte superior de su cabeza o sobre cuernos de carnero con un disco solar, representando la corona Henu (un tocado de cuernos horizontales de carnero coronado con dos plumas de avestruz). A veces, también es representado sosteniendo en sus manos el anj, signo de la eternidad y el cetro uas.

## Mitología
El rey Seneferu de la dinastía IV, constructor de la primera pirámide como tal, es representado llevando la corona de Andyety. En los textos de las Pirámides el poder de los reyes es asociado con Andyety, "el que preside sobre los que están en el nomo de Oriente" y en los textos de los Sarcófagos se le denomina "el toro de buitres". 
En el templo de Seti I en Abidos, el rey se muestra ofreciendo incienso a Osiris-Andyety (aquí asimilado al dios local Jentyamentiu), quien es acompañado por Isis.
Los egiptólogos creen que Andyety fue un antiguo soberano que llegó a ser deificado. 